# Óriás-füleskuvik
Az óriás-füleskuvik (Otus gurneyi) a madarak (Aves) osztályának a bagolyalakúak (Strigiformes) rendjéhez, ezen belül a bagolyfélék (Strigidae) családjához tartozó faj.

## Rendszerezése
A fajt Arthur Hay Tweeddale 9. márkija, skót katona és ornitológus írta le 1879-ben, a Pseudoptynx nembe Pseudoptynx gurneyi néven. Áthelyezték a Mimizuku nemben Mimizuku gurneyi néven és innen került jelenlegi  nemébe.

## Előfordulása
A Fülöp-szigetekhez tartozó, Mindanao, Dinagat és Siargao területén honos. Természetes élőhelyei a szubtrópusi és trópusi síkvidéki esőerdők. Állandó, nem vonuló faj.

## Megjelenése
Testhossza 35 centiméter.

## Természetvédelmi helyzete
Az elterjedési területe még nagy, de az erdőirtások miatt csökken, egyedszáma 2500-9999 közötti és csökken. A Természetvédelmi Világszövetség Vörös listáján sebezhető fajként szerepel.

## További információ
- Képek az interneten a fajról
- Xeno-canto.org - a faj hangja és elterjedési területe